# Mouvement national - Démocrates
Pour les articles homonymes, voir Mouvement national.
Pour le parti français, voir Mouvement national-démocrate.
Cette page contient des caractères spéciaux ou non latins. S’ils s’affichent mal (▯, ?, etc.), consultez la page d’aide Unicode.
Le Mouvement national - Démocrates (en géorgien : Natsionaluri Modzraoba – Demokratebi, ნაციონალური მოძრაობა – დემოკრატები ) est le nom du groupe politique regroupant les élus du Mouvement national uni au Parlement de Géorgie. Il est observateur au Parti populaire européen.

## Histoire
Le groupe est apparu en février 2004 après la fusion entre le Mouvement national uni, parti fondé en 2001 par Mikheil Saakachvili et le parti Démocrates unis. Il est le parti du président Saakachvili, au pouvoir de 2004 à 2013. En 2012, le MNU perd les élections législatives, instaurant une cohabitation avec Bidzina Ivanichvili qui devient Premier ministre. 